# Émiéville
Émiéville é uma comuna francesa na região administrativa da Normandia, no departamento Calvados. Estende-se por uma área de 3,91 km². Em 2010 a comuna tinha 610 habitantes (densidade: 156 hab./km²).